# کوه‌های شار
شار (صربی: Шар планина/Šar planina) یک رشته‌کوه در منطقه بالکان که از کوزوو و شمال غرب جمهوری مقدونیه تا شمال شرق آلبانی کشیده شده‌است.